# Mr. North
Mr. North è una commedia del 1988 diretta da Danny Huston.

## Trama
1926. Il giovane laureato e poliglotta Theophilus North lascia l'impiego come precettore di tre bambini viziati e si trasferisce a Newport. Appena arrivato fa amicizia con Henry, un maggiordomo in pensione gestore di un bar, che lo introduce nel circolo di Amelia Cranston, una brillante signora che gestisce una pensione per ex domestici. Theophilus inizia a lavorare come lettore di testi teologici per il signor Bosworth, un magnate ottuagenario che sua figlia, con la complicità del dottor McPherson, tiene segregato in casa sperando di affrettarne il deperimento. Nella grande casa del suo datore di lavoro vive anche Persis, la fascinosa nipote del vecchio Bosworth rimasta vedova. Il giovane stimola l'anziano a superare la sua ipocondria. North aiuta anche la graziosa Sally, una cameriera di casa Bosworth, a capire che deve perseverare nella relazione con un giovane altolocato, da cui si è allontanata preoccupata della differenza di classe. Dopo aver divertito i bambini di Newport con la sua capacità di emettere dalle dita potenti scosse di elettricità statica, Theophilus guarisce la giovane Elspeth dalle sue emicranie imponendole le mani sulla fronte. La notizia si sparge e ben presto tutti i malati della città lo importunano per avvalersi delle sue presunte doti di pranoterapeuta. Il dottor McPherson fa incriminare il giovane per esercizio abusivo della professione medica. La sensibilità del protagonista verso i bisogni degli altri, i suoi modi eleganti, la sua intelligenza e la sua mancanza di venalità gli garantiscono il sostegno morale di tutti i suoi conoscenti. Assolto dal giudice, Theophilus viene nominato da Bosworth, che sembra aver riacquisito autonomia, amministratore di una Fondazione che si dedicherà alla promozione della filosofia.

## Produzione
Primo film da regista per il grande schermo di Danny Huston, che aveva esordito l'anno prima con il film-tv Albert e Alice. Alla sceneggiatura collaborò John Huston, padre del regista, che avrebbe dovuto interpretare il personaggio di Henry Bosworth: alla morte di John il personaggio fu affidato al veterano Robert Mitchum. Nel cast figura anche Anjelica, sorellastra di Danny.

## Critica italiana
Il Mereghetti Dizionario dei film 2006 definisce la pellicola «una storia volutamente démodé, lieve, zuccherina e ottimista».

Il Morandini Dizionario dei film parla di «una commedia eccentrica con una lieta fine quasi da musical, piacevole ma anemica, senza stile, con un protagonista senza carisma».